# Alice Ripley
Pour les articles homonymes, voir Ripley.
Alice Ripley (née le 14 décembre 1963) est une actrice, chanteuse, compositrice et artiste de médias mixtes américaine. Elle est notamment connue pour ses différents rôles à Broadway dans des comédies musicales, dont le prix Pulitzer Next to Normal (Tony Award 2009, meilleure actrice dans une comédie musicale) et Side Show. Elle a récemment joué trois rôles dans la comédie musicale de courte durée de Broadway, American Psycho. Alice Ripley a produit des albums musicaux avec son groupe RIPLEY, dont le single Beautiful Eyes, sorti en février 2012. Elle se produit également en tant qu'artiste solo, en février 2011, elle a sorti l'album Alice Ripley Daily Practice, Volume 1, une collection de reprises de rock acoustique.

## Jeunesse
Ripley est né en Californie et est diplômée de la West Carrollton High School en banlieue de Dayton (Ohio).

## Carrière

### Début de carrière
Ripley a fréquenté l'université DePauw, où elle s'est spécialisée en interprétation vocale, avant de transférer à l'université d'État de Kent, où elle a obtenu un baccalauréat en beaux-arts en théâtre musical en 1985. À l'université, Ripley a joué dans un bon nombre de productions théâtrales. Son premier travail comme actrice rémunéré, était au Red Barn Summer Theatre dans la ville de Frankfort (Indiana). À la fin de ses études universitaire, elle a été active dans le théâtre communautaire dans la région de San Diego, en Californie. Elle a par la suite obtenu sa de membre de l'union des artistes de la scène grâce à la production de la pièce Silent Edward, une comédie musicale écrite par Des McAnuff, qui à l'époque était le directeur artistique du La Jolla Playhouse. McAnuff dirigera plus tard Ripley dans ses débuts à Broadway dans la pièce The Who's Tommy.

### Broadway
À ses débuts en 1993, Ripley a joué le rôle de l'assistante du spécialiste dans la distribution originale de la pièce The Who's Tommy. Elle avait auditionnée pour le rôle de Mme Walker. Par la suite à Broadway elle a obtenu les rôles de; 
- Betty Schaefer dans Sunset Boulevard (1994),
- Bathsheba dans King David (1997),
- Violet Hilton dans Side Show (1997),
- Fantine dans Les Misérables (1998),
- Molly Ivors dans James Joyce's The Dead (2000),
- Janet Weiss dans The Rocky Horror Show (2000),
- une des Sweethearts dans Dreamgirls, le concert (2001),
- Diana Goodman dans Next to Normal (2009).

À l'exception des Misérables et du Rocky Horror Show, Ripley faisait partie de la distribution originale.
La performance de Ripley dans le rôle de Violet Hilton l'une des jumelles siamoises, dans Side Show lui a valu à elle, ainsi qu'à sa co-star Emily Skinner, des éloges, un culte à venir et une double nomination aux Tony Awards de1998, Elles ont été les premières à être co-nommées dans une comédie musicale. Elle a aussi été nommée pour un Drama Desk Award dans la catégorie  meilleure actrice dans une comédie musicale.
De mars 2009 à juillet 2010, Ripley a joué dans la comédie musicale Next to Normal, au Booth Theatre. Sa performance lui a valu le Tony Award 2009 dans la catégorie  meilleure actrice comédie musicale.
En 2016, Ripley est revenue jouer à Broadway dans la comédie musicale, American Psycho, dans le rôle de la mère de Patrick Bateman, ainsi que dans les rôles de Mme Wolfe et Svetlana.